# Zhou Lijun
Zhou Lijun (en chino: 周俐君; 1 de enero de 1999) es una deportista china que compite en taekwondo.
Ganó una medalla de bronce en el Campeonato Mundial de Taekwondo de 2019 y una medalla de oro en el Campeonato Asiático de Taekwondo de 2018, ambas en la categoría de –57 kg.

## Palmarés internacional
| Campeonato Mundial  | Campeonato Mundial           | Campeonato Mundial | Campeonato Mundial |
| Año                 | Lugar                        | Medalla            | Categoría          |
| ------------------- | ---------------------------- | ------------------ | ------------------ |
| 2019                | Mánchester (Reino Unido)     | Medalla de bronce  | –57 kg             |
| Campeonato Asiático |                              |                    |                    |
| Año                 | Lugar                        | Medalla            | Categoría          |
| 2018                | Ciudad Ho Chi Minh (Vietnam) | Medalla de oro     | –57 kg             |